# ТЭС Атлон
ТЭС Атлон (англ. Athlone Power Station) — выведенная из эксплуатации угольная электростанция в пригороде Атлон, Кейптаун, Южная Африка.

## История
Введена в эксплуатацию в 1962 году. На станции было установлено 6 энергоустановок с номинальной мощностью 180 МВт для снабжения города Кейптаун. Между 1985 и 1994 годами станция находилась в резерве, возобновив работу лишь в 1995 году на сниженной мощности в 120 МВт. В период 1995—2003 в основном использовалась для генерации энергии в периоды пикового потребления и продолжительных аварий в национальной электросети. В 2003 в связи с возрастом электростанции потребовалось вложение значительных инвестиций и производство энергии было остановлено. Территория на которой расположена станция, переводится в резерв.
Атлон — последняя электростанция Кейптауна, работающая на каменном угле; другие аналогичные, расположенные в центре города и на Солт Ривер, были уничтожены в 80-е — 90е. Стоимость угля в Кейптауне из-за транспортных расходов была в три-пять раз выше, чем вблизи месторождений, из-за чего оказалось выгоднее передавать электроэнергию в город, чем производить её непосредственно в Кейптауне из привозного сырья.
Две градирни электростанции являются ориентиром на трассе N2 при въезде в город, и питаются оборотной водой с ближайших очистительных сооружений. Срок службы градирен был продлен в 1993-м году путём установки усилительных обручей, но 14 февраля 2010 года обручи на одной из градирен начали разрушаться, вследствие чего городские власти объявили о том, что градирни будут снесены до конца апреля 2010, чтобы предотвратить их аварийное разрушение; процедура была отложена до 22 августа 2010, когда они были окончательно снесены. Кирпичное здание электростанции и две 99-метровых дымовых трубы не сносились.